# Tony Baert-Martens
Tony barones Baert-Martens (Bree, 26 maart 1929 - Hasselt, 13 april 2022) was een Belgisch uitgever. Ze was ruim 70 jaar verbonden aan Het Belang van Limburg.

## Biografie
Tony Martens was een kleindochter van Nicolaas Theelen, die in 1879 samen met zijn broer Jozef Het Algemeen Belang der Provincie Limburg oprichtte. Ze huwde in 1952 met Jan Baert, uitgever van de Brugsche Courant. Haar ouders overtuigden Baert om samen met hun dochter de leiding over Concentra, de uitgever van Het Belang van Limburg, over te nemen. Met het uitkopen van de familie verzekerde het koppel Baert-Martens zich van de macht en de controle over de financiële stromen. Haar man overleed in 1986 en Baert-Martens bleef tot 2009 lid van de raad van bestuur van Concentra. Willy Lenaers volgde haar als voorzitter op. Ze bleef zich omringen door adviseurs en stond bekend als de "keizerin van Hasselt".
Ze was tevens bestuurder van Voka Limburg, voorzitter van het beschermcomité van Een Hart voor Limburg, voorzitter van de BOIC-afdeling Limburg, lid van Probus Hasselt van Veldeke, stichtend lid van de Montgomery Club en vzw De Wiekslag en jurylid van de Stichting Burgemeester Meyers.
In 2004 werd Baert-Martens opgenomen in de persoonlijke adel met de titel van barones.